# شاگرد قصاب (فیلم ۱۹۱۷)
شاگرد قصاب (انگلیسی: The Butcher Boy) فیلمی کوتاه به کارگردانی راسکو آرباکل محصول سال ۱۹۱۷ کشور ایالات متحده آمریکا است.

## بازیگران
- راسکو آرباکل
- باستر کیتون
- ال سنت جان
- آلیس لیک
- آرتور ارل
- جو بوردو
- لوک
- چارلز دادلی (در عنوان‌بندی نیامده)
- جوزفین استیونس (در عنوان‌بندی نیامده)
- اگنس نیلسون (در عنوان‌بندی نیامده)